# 鬼御前
鬼御前（16世纪—?）是日本战国时期的贵族女性和女武者。她是大友氏家臣帆足鑑直的妻子，同时也是一名军事指挥官，曾积极参与1586年至1587年的九州征伐，协助大友氏族击退島津军的进攻。
她被称为鬼（食人魔或恶魔），因为她证明自己是一位凶猛而勇敢的战士，因此获得日本敬語“御前”的尊称（意为“年轻女士”或“尊贵的”）。

## 传记
鬼御前，本名Aiko No kyōki，是古後摂津守的女儿。关于她的早年生活并没有详细记载。她与武士大名帆足鑑直缔结政治联姻。婚后，她成为大友氏族的领袖大友宗麟的家臣，并生下一个女儿（后来嫁予森五郎左衛門）。
根据1782年帆足家后裔所著的《山之城合战记》记载，鬼御前是一位美丽而威严的女性，身高约175厘米，对于当时的人来说非常高。她不仅是一位熟练的武术家，还是一名军事指挥官。
她像狮子猎食羊群般袭击敌营，就像蛟潜伏深渊般守卫城堡。
由于她的勇猛令邻省的人们称她为“鬼御前”，即“恶魔女士”。
1586年的九州战役期间，当岛津氏的军队逼近大友领地时，鬼御前在熊野神社以血印立下誓言，誓死于战场，也不愿切腹。许多男女，包括家臣的妻女同样宣誓。鬼御前的女儿是被围困在角埋城的森五郎左衛門的妻子。鬼御前给女儿寄一封信命令她不要自杀，而是与敌人战斗。帆足鑑直率领约500日出生城的士兵，遭到岛津氏将领伊集院忠棟率领的6000余人的袭击。帆足鑑直让鬼御前和小部队守卫城池，自己则率领剩余的士兵向伊集院的基地发起夹击。因此次出其不意的攻击使敌人溃不成军，并让忠棟重伤。此战是丰臣秀吉主力军抵达九州解救大友、讨伐岛津前大友与岛津之间的最后一次战役之一。

## 其他
- 女武者（英语：Onna-musha）
- 志賀氏（英语：Shigashi）
- 吉岡妙林
- 宗像才鶴（英语：Munakata Saikaku）